# Anteglacis
En arquitectura militar se llama anteglacis al glacis formado al otro lado del antefoso. 
Se trata de un montón de tierra colocada delante del glacis con menor altura que este último. Tiene por objeto ocultar los fosos abiertos al pie del primero dejándolo así más tiempo al descubierto bajo el fuego del parapeto.